# リチャード・ギブソン

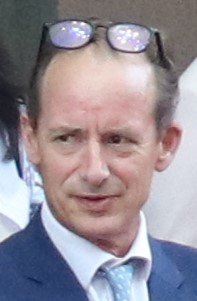
2023年3月19日

リチャード・ギブソン (Richard Gibson) は、フランス、香港の調教師。イギリス出身。親日家としても有名である。

## 来歴
フランスのアンリ＝アレックス・パンタル調教師とパスカル・バリー調教師、そしてアメリカのビル・モット調教師のもとでアシスタントトレーナーを務めたのち、1998年にシャンティイでみずからの厩舎を開業した。主戦騎手はティエリ・ジャルネ。
2002年、日本から凱旋門賞に挑戦したマンハッタンカフェを受け入れる。2003年、ジャックルマロワ賞に挑戦したローエングリンとテレグノシスを受け入れる。
2004年、管理馬のリュヌドールをジャパンカップに出走させる。中央競馬 (JRA) 初出走ともなった同競走は7着であった。
2007年、凱旋門賞挑戦を計画していたメイショウサムソンとウオッカを受け入れる予定であった（のちに両馬とも遠征断念）。

## おもな管理馬
- レディオブチャド Lady Of Chad（1999年マルセルブサック賞）
- Marotta（1999年サンタラリ賞）
- Lune d'Or（2004年リディアテシオ賞）
- Doctor Dino（2007年マンノウォーステークス、2007年・2008年香港ヴァーズ）